# Yeniçiftlik
Yeniçiftlik (lit. "nova fazenda") é uma cidade turca do distrito de Marmara Ereğlisi, na província de Tekirdağ. Está situada na Rumélia (Trácia, a porção europeia da Turquia), entre Tekirdağ, situada a 30 km, e Marmara Ereğlisi, situada a 10 km. Embora seu assentamento original está a poucos quilômetros a norte do mar, os novos bairros da cidade estão na costa do mar de Mármara. A população de Yeniçiftlik, segundo censo de 2011, era 7356.
Durante o Império Otomano era principalmente habitada por búlgaros, porém, após um acordo, a antiga população foi substituída pelos turcos da Bulgária no primeiro quartel do século XX. O assentamento foi especializado em vinificação nos primeiros anos da república turca com ajuda dos investidores alemães. Apesar disso, os girassóis tornaram-se o principal produto agrícola local, com a pescaria e pecuária sendo atividades complementares.